# 马塞尔·拉普
马塞尔·拉普（德語：Marcel Rapp，1979年4月16日—）是德国前足球运动员及现任足球教练，自2021年10月起担任德乙俱乐部荷尔斯泰因基尔的主教练，并率队于2023-24赛季历史性升入德甲。

## 球员生涯
在成为职业球员之前，拉普曾相继效力于家乡俱乐部埃尔欣根（1. FC Ersingen）、VfR普福尔茨海姆以及卡尔斯鲁厄业余队。随后，他代表卡尔斯鲁厄体育俱乐部在德乙联赛总共踢了8场比赛，至2000年转投另一支德乙俱乐部红白奥伯豪森。在接下来的几年里，除了曾短暂效力卡尔蔡司耶拿外，拉普主要代表普富伦多夫在第三级别的南部地区联赛作赛。他在普富伦多夫共出场160次，并射入10球。
2007-08赛季，拉普转投斯图加特踢球者继续参加南部地区联赛，并随队获得了参加新成立的德丙联赛的资格。但在接下来的赛季中，他便随队重新降入南部地区联赛。自2009年夏天以来，拉普一直担任踢球者的队长，直到2010-11赛季结束时离开俱乐部，并在来赛季加盟了巴登-符腾堡高级联赛（第五级）俱乐部讷廷根。在2012-13赛季，他不仅司职球员，同时还兼任讷廷根的助理教练。

## 教练生涯
2013年1月，拉普成为霍芬海姆1899U-17梯队的助理教练，师从延斯·拉西耶夫斯基。他于2013-14赛季接任U-16梯队主教练，并执教了两个赛季。2015-16赛季，拉普又成为U-17梯队主教练，率队征战17岁以下德甲联赛。2017年3月，他进一步接过霍芬海姆U-19梯队的教鞭，以接替转投德乙俱乐部厄尔士山奥厄的原主教练多梅尼科·特德斯科。在拉普治下，霍芬海姆U-19于2017-18赛季夺得了德国19岁以下甲级联赛南/西南赛区头名，却在争冠半决赛中不敌沙尔克04青年队。至2019年3月，拉普顺利完成足球教练资格培训。
2020年6月9日，拉普与前助理教练马蒂亚斯·卡尔滕巴赫和U-16梯队主教练凯·赫德林一起临时接管了阿尔弗雷德·斯赫勒德治下的霍芬海姆一线队，该队在2019-20赛季德甲的第30轮过后仅以43分名列第七。俱乐部将这种过渡安排描述为“团队解决方案”。虽然拉普是唯一拥有足球教练执照的人，但正式主教练却是卡尔滕巴赫。三人教练组在最后4场比赛中取得3场胜利，并以第六名的成绩完赛，直接获得了欧洲联赛的参赛资格。拉普于2020-21赛季重返U-19梯队。由于冠状病毒病疫情，该赛季自2020年11月起便终止，因此他仅率队参加了4场比赛。
2021年10月初，拉普接掌德乙俱乐部荷尔斯泰因基尔，以接替在奥勒·维尔纳辞职后执教球队仅两场比赛的代理主教练迪尔克·布雷姆泽。他签下了一份期至2024年6月30日届满的合同。在他接手时，基尔于2021-22赛季的前9轮比赛中仅以2胜2平5负的成绩排名第十五，积分为8分。但至赛季结束时，它们在积分榜上跃居第九，并在下一个赛季结束后排名第八。2023-24赛季前半程，拉普率队史上第二次成为秋季冠军。为此，他于2023年10月获基尔俱乐部将执教合同续签至2026年6月。
2024年5月11日，拉普治下的荷尔斯泰因基尔以1-1逼平排名德乙第三的福尔图娜杜塞尔多夫，提前一轮确保取得前两名，从而带领俱乐部历史上首次升入德甲。